# Danthonia montevidensis
Danthonia montevidensis är en gräsart som beskrevs av Eduard Hackel och José Arechavaleta. Danthonia montevidensis ingår i släktet knägrässläktet, och familjen gräs. Inga underarter finns listade i Catalogue of Life.